# Fischer-Black-Preis
Der Fischer-Black-Preis (original: Fischer Black Prize) ist eine zweijährlich von der American Finance Association im Gedenken an den Ökonomen Fischer Black verliehene Auszeichnung für Wirtschaftswissenschaft, die Erkenntnisse im Bereich der Finanzökonomik honoriert. Gemäß Statuten wird, ähnlich wie bei der John Bates Clark Medal mit dem Preis ein Wirtschaftswissenschaftler geehrt, der jünger als 40 Jahre ist – oder jünger als 45 Jahre, wenn die Person zum Zeitpunkt der Promotion älter als 35 Jahre alt war.

## Preisträger
- 2003: Raghuram Rajan, University of Chicago
- 2005: nicht vergeben
- 2007: Tobias Moskowitz, University of Chicago
- 2009: Harrison Hong, Princeton University
- 2011: Xavier Gabaix, New York University
- 2013: Ulrike Malmendier, University of California, Berkeley
- 2015: Yuliy Sannikov, Princeton University
- 2017: Amir Sufi, University of Chicago
- 2019: Ralph Koijen, University of Chicago
- 2021: Matteo Maggiori, Stanford University
- 2023: Johannes Stroebel, New York University
- 2025: Tyler Muir, University of California, Los Angeles